# 老老實實不愛工作要素聯盟
勤奋工作害羞分子联盟（丹麥語：Sammenslutning af Bevidst Arbejdssky Elementer）是丹麦一個異常成功的戲謔政黨。該黨於1979年在奧胡斯由喜剧演员雅各布·豪高（英語：Jacob Haugaard;1952年—）與幾位朋友創立。豪高在每次議會選舉中均以獨立候選人的身份代表奥胡斯郡参选，直到1994年9月，他以23,253張個人選票意外當選於丹麦議會議員，從而贏得一個地方選區席位（即在地方選區代表的席位）。
他在1994 年選舉中提出了以下承諾：
- 所有自行車道上都有順風
- 更好的天氣
- 更好的聖誕禮物
- 減少學校教職員休息室內的性行為（該項承諾在競選期間撤回——他表示，有人指出教職員在休息室內發生性行為已是長期存在的特權，因此無法取消）
- 在蘭訥峡湾增添更多鯨魚
- 享有無能的權利
- 在IKEA增加更多文藝復興風格家具
- 8 小時空閒、8 小時休息、8 小時睡覺（戲仿八小時工作制的流行標語：「8 小時勞動、8 小時休閒、8 小時休息」）
- 在軍隊野战口粮中加入Nutella
- 在奧胡斯的公園內設置公共厕所（他每次選舉後均利用國家政黨經費，於該公園向選民提供啤酒和香肠）
- 為公園裡的鴨子提供更多麵包

最後三項承諾在他的任內確實得以兌現。
儘管該黨最初僅是一個笑話，但他卻經常在议会無明確多數的情況下扮演決定性的一票，並一直認真履行自己的職責，直至1998年3月的議會選舉。隨後，他宣布退出政壇。

## 選舉結果

該地圖顯示了1994 年選舉中 雅各布·豪加德在各市鎮獲得的選票數

| 年   | 投票         | 参考   |
| ---- | ------------ | ------ |
| 1979 | 797 0.22%    | [ 5 ]  |
| 1981 | 558 0.16%    | [ 6 ]  |
| 1984 | 676 0.18%    | [ 7 ]  |
| 1987 | 2,275 0.59%  | [ 8 ]  |
| 1988 | 3,221 0.83%  | [ 9 ]  |
| 1990 | 8,717 2.27%  | [ 10 ] |
| 1994 | 23,253 5.80% | [ 11 ] |

## 引用
- 「如果工作那麼有益健康，那為何不把它給病人呢？」
- 「工作？我們懶得做。這就是我們有德國人的原因。」（來自一首歌）